# Jovana Skrobić
Jovana Skrobić (în sârbă Јована Ckpoбић; născută Kovačević în sârbă Јована Кoвачевић, 9 aprilie 1996, în Belgrad) este o handbalistă din Serbia care evoluează pe postul de intermediar stânga pentru clubul românesc SCM Râmnicu Vâlcea și echipa națională a Serbiei. Anterior ea a jucat pentru echipele românești CS Minaur Baia Mare și CS Gloria 2018 Bistrița-Năsăud.
Kovačević a evoluat pentru naționala de handbal feminin a Serbiei la Campionatele Europene Suedia 2016, Franța 2018 și Slovenia, Macedonia și Muntenegru 2022.
După ce în sezonul 2023-2024 a luat o pauză pentru a se căsători și a deveni mamă (pe 13 martie 2024), ea a semnat un nou contract cu SCM Râmnicu Vâlcea, valabil din vara lui 2024.

## Palmares
- Liga Campionilor:
  -  Finalistă: 2016

- Liga Europeană:
  -  Medalie de bronz (Turneul Final Four): 2021
  - Sfertfinalistă: 2023

- Cupa EHF:
  - Grupe: 2020
  - Turul 3: 2019

- Campionatul Muntenegrului:
  -  Câștigătoare: 2016

- Cupa Muntenegrului:
  -  Câștigătoare: 2016

- Liga Regională:
  -  Câștigătoare: 2016

- Cupa Ungariei:
  -  Medalie de bronz: 2019

- Liga Națională: 
  -  Medalie de argint: 2021